# Migrationsdomstolen i Luleå
Migrationsdomstolen i Luleå är en svensk särskild domstol i Luleå och en av landets fyra migrationsdomstolar. Domstolen är förlagd till Förvaltningsrätten i Luleå. Landets andra migrationsdomstolar, som alla är underrätter, finns i Göteborg, Malmö och Stockholm. Därtill finns överrätten Migrationsöverdomstolen som är förlagd till Kammarrätten i Stockholm.
Domstolens domkrets utgörs av Jämtlands län, Västernorrlands län, Västerbottens län och Norrbottens län.
Migrationsdomstolen i Luleå inrättades den 1 oktober 2013 för att komplettera och stärka upp de andra tre migrationsdomstolarna. Domstolen prövar överklagade beslut från Migrationsverket, och i vissa fall Polismyndigheten. Domstolens avgöranden kan överklagas till Migrationsöverdomstolen. Innan den nya instans- och processordningen infördes överklagades Migrationsverkets beslut till Utlänningsnämnden, som var enda överklagandeinstans.